# 朗德萊克 (密西西比州)
朗德萊克（英語：Round Lake）是位於美國密西西比州玻利瓦縣的非建制地區。

## 歷史
朗德萊克的郵局於1891年設立，其後於1968年停運。

## 地理
朗德萊克所處的海拔為高於海平面49米（即161英呎），而該地所採用的時區為UTC-6，即北美中部時區（CST）。同時該地設有夏令時間，為UTC-6調快一小時，即UTC-5（CDT）。